# Людмила Живкова
Людмила Тодорова Живкова (1942 – 1981), наричана още „бялата птица на българската култура“, а в чуждестранната преса – „принцесата на българския комунизъм“ е българска политичка от Българската комунистическа партия (БКП), дъщеря на Генералния секретар на ЦК на БКП Тодор Живков и Мара Малеева, отговорна за културната политика на тоталитарния режим от края на 70-те години до смъртта си.
Живкова става проводник на нова квазиидеология, представляваща еклектично съчетание на традиционната комунистическа реторика с азиатски религиозни учения, като Агни Йога, и парапсихология. Според нейни близки, като Любомир Левчев, тези възгледи били възприемани като „неправоверни“ и дори опасни, но по-късно ревизирани като социалистическа модерност в Народна република България (в края на 70-те и началото на 80-те), като второто е предмет на спор и дискусия. Тя е и един от инициаторите на използването на Възродителния процес като средство за стабилизиране на намаляващата популярност на режима.
От 17 юли 1979 до 21 юли 1981 г. е член на Политбюро на ЦК на БКП, а от 3 юли 1975 до 21 юли 1981 г. е председател на Комитета за култура, с ранг министър на културата. Между 1976 и 1981 г. е народен представител в VII и VIII обикновено народно събрание.

## Биография

### Произход и образование
Людмила Живкова е родена на 26 юли 1942 г. в село Говедарци, Самоковско, в семейството на лекарката Мара Малеева и Тодор Живков, бивш печатар и дребен функционер на БКП, който от години няма постоянна работа и е издържан от съпругата си. По думите на баща ѝ, тя е кръстена на известната съветска снайперистка Людмила Павличенко. Малко след нейното раждане семейството се премества в София, където след Деветосептемврийския преврат от 1944 г. Тодор Живков прави кариера в партийния апарат на БКП, утвърждавайки се в средата на 50-те години като ръководител на тоталитарния режим в страната.
Людмила Живкова завършва Руската гимназия и през 1960 г. се записва в Историческия факултет на Софийския университет „Климент Охридски“, който завършва през 1965 г.

### 60-те години
През 60-те години Живкова събира всяка седмица в дома си кръг от млади интелектуалци, сред които са Александър Фол, Светлин Русев, Любомир Левчев, Вера Ганчева, Величко Минеков, Павел Писарев. Жени се за Любомир Стойчев, инженер от Враца, и през 1965 г. се ражда дъщеря им Евгения Живкова, по-късно модна дизайнерка и политик от Българската социалистическа партия. Развежда се през 1967 г., след което Стойчев е изпратен на работа във Виена и му е забранено да се вижда с дъщеря си, чието фамилно име е променено на „Живкова“.
Малко след развода си Людмила Живкова се жени за журналиста Иван Славков, който след това прави бърза кариера и е дългогодишен ръководител на Българската телевизия и Българския олимпийски комитет. През май 1971 г. се ражда синът им Тодор Славков, който по-късно е съден за изнасилване, участва в различни бизнес начинания, както и в развлекателни телевизионни предавания.
През 1970 г. Живкова завършва специализация по изкуствознание в Московския държавен университет. След това е изпратена за известно време в Оксфордския университет, а през 1971 г. защитава в Института по балканистика кандидатска дисертация на тема „Англо-турските отношения 1933 – 1939 г.“, която според неин преподавател в Оксфорд е писана от служител на българското посолство в Лондон.

### Политическа кариера

#### Издигане в йерархията на режима
След смъртта на Мара Малеева (1971 г.), която се противопоставя на издигането на децата си на политически постове, Людмила Живкова прави бърза кариера в партийната и държавна йерархия. Първо, още през 1967 г. влиза в БКП. През 1971 година, тя е назначена за първи заместник-председател на Комитета за приятелство и културни връзки с чужбина. Това става, по думите на баща ѝ, след като заедно с „млад кибернетик“ била разработила компютърна система за управление на дейността на това ведомство.
През 1972 година Живкова е преназначена за заместник-председател на оглавявания от Павел Матев Комитет за изкуство и култура, през следващата година става негов първи заместник-председател (1973 – 1975), а през 1975 година замества Матев като председател на Комитета с ранг на министър. През 1976 година става член на Централния комитет, а през 1979 година – и на Политбюро. След влизането ѝ в Централния комитет оглавява създадена специално за нея Комисия за наука, култура и образование, която получава широки правомощия.
Междувременно през 1974 година Живкова се хабилитира, а през 1975 година става председател на Съвета на председателите на творческите съюзи.
Бързото издигане на Людмила Живкова прави лошо впечатление в комунистическите среди, което е възприемано за слабост и това уврежда личния авторитет на Тодор Живков. За това допринася и нейното ексцентрично поведение и неортодоксални идейни възгледи – според близкия сътрудник на Живков при нея „марксизмът беше силно примесен с будистки и окултни възгледи“. Отявлен поклонник на индийската култура, тя практикува йога, вегетарианка е и стриктно следи теглото ѝ да не надхвърли 48 килограма.
На 12 ноември 1973 година Живкова претърпява тежка автомобилна катастрофа на път за летището, където трябва да изпрати Тодор Живков, заминаващ на посещение в Полша. След престой в болницата „Пирогов“ лечението ѝ продължава дълго време в домашни условия. Макар че се възстановява и се връща на работа, инцидентът оказва трайно влияние върху здравословното и психическото ѝ състояние. По думите на личния ѝ охранител Димитър Мурджев, по това време тя започва постоянно да търси „билкари и самозвани лечители“ и отказва всякаква медицинска намеса.
Установява връзки със семейство Рьорих. Известно е това, че често се е допитвала до Ванга, по чието предписание също така е пиела билки.

#### Начело на Комитета за култура и на Комисията за наука, култура и образование
В Комитета за изкуство и култура Людмила Живкова привлича като свои заместници своите близки Александър Фол и Любомир Левчев. Свързаният с нея Александър Лилов става секретар на Централния комитет по идеологическите въпроси, а след внезапното отстраняване на Борис Велчев през 1977 година заема неформалната позиция на втори човек в йерархията на режима.
Живкова си поставя за цел популяризирането на българската култура и историческо наследство в чужбина. Комитетът организира изложбата „Тракийското изкуство и култура по българските земи“, която е представена в 25 страни по света, а през 1974 година самата Живкова защитава докторска дисертация на тема „Казанлъшката гробница“.
Живкова проявява от ранна възраст личен интерес към колекционирането на произведения на изкуството и антики и поставя началото на колекцията, поставила началото след нейната смърт на Галерията за чуждестранно изкуство в София. По нейна инициатива се провеждат редица международни изложби и мероприятия, България посещават някои изтъкнати писатели, композитори, художници от цял свят. С нейна намеса е съхранен Царският дворец в центъра на София, където е било предвидено да бъде изграден нов комплекс за нуждите на държавния протокол.

#### Последни години
Възползвайки се от протекциите на баща си, който ѝ осигурява необходимите финансови и организационни ресурси, в последните години от живота си Людмила Живкова организира няколко мащабни пропагандни кампании. Тя е инициатор за създаването на Международната детска асамблея „Знаме на мира“ и свързаните с нея събития, като провежданите през 3 години международни детски фестивали с пацифистка, културна и образователна насоченост. В тази връзка е изграден парковият комплекс „Камбаните“. Тази инициатива е свързана и с нейното увлечение по теорията за т.нар. „всестранно развита личност“, което става причина за създаването на специална държавно финансирана програма в тази посока.
По инициатива на Людмила Живкова са организирани честванията на „1300 години България“, пропагандна кампания, която цели да представи комунистическата власт и особено управлението на Тодор Живков като най-успешния период в българската история, като в същото време демонстрира засилващия се от 60-те години на XX век националистически уклон в идеологията на режима.
Във връзка с честванията на „1300 години България“ е създадена специална служба „Културно наследство“, в чието ръководство участва и Живкова, чиято цел е със съдействието на Държавна сигурност да купува, а при нужда и да краде, намиращи се в чужбина исторически паметници, свързани с българската история. Дейността на службата е свързана с големи финансови злоупотреби – включително огромни разходи, правени от Живкова при нейни пътувания в чужбина – като след нейната смърт прекият ръководител на службата Живко Попов е осъден на 20 години затвор за корупция, а други висши функционери, като Мирчо Спасов, са отстранени от постовете си.
Построен е Народният дворец на културата (НДК) в София, който от смъртта ѝ до 1990 г. носи нейното име, а след това става Национален дворец на културата.
От началото на 1981 година Людмила Живкова изпада в тежка депресия и спира да ходи на работа, като е обявено, че е излязла в отпуск. Според личния сътрудник на Тодор Живков Костадин Чакъров причина за това стават разкритията за корупционната афера в служба „Културно наследство“.

#### Смърт
Загрижен за състоянието ѝ, Живков прекарва 30 дни с нея в Боровец, докато на 20 юли тя заминава без предупреждение за София.
Според Димитър Мурджев Людмила Живкова е открита мъртва в 18 часа на 20 юли в банята на жилището си в Резиденция „Бояна“. В официалния акт, подписан от професорите Атанас Малеев, Йонко Белоев, Йордан Йорданов и Сивчо Сивчев, времето на смъртта ѝ е отбелязано като 2 часа на 21 юли 1981 година, а като причина е посочен „внезапно настъпил мозъчен кръвоизлив, и последвали тежки необратими разстройства на дишането и кръвообращението“.
Ранната смърт на Живкова става повод за различни хипотези. Тодор Живков, макар да смята смъртта ѝ за очакван резултат от тежкото ѝ състояние от предходните месеци, в по-късните си мемоари не изключва и някакво „външно вмешателство“. Руският журналист Аркадий Ваксберг смята, че тя може да е убита от съветските тайни служби, позовавайки се на недоверието, с което се отнасят към нея в съветското правителство, и опасенията, че в близко бъдеще тя може да наследи баща си начело на режима. Някои от близките ѝ, като Любомир Левчев, също смятат, че тя е отровена. Според друга хипотеза, поддържана от отявления критик на Живкови Петър Семерджиев, тя се самоубива след като съветски натиск блокира по-нататъшното ѝ издигане в йерархията на режима.

## Семейство
| Тодор  | Тодор  | Тодор             | Тодор             | Тодор             | Тодор             |                   |                   | Вуна            | Вуна            | Вуна             | Вуна             | Вуна             | Вуна             |                  |                  | Герго           | Герго           | Герго           | Герго           | Герго          | Герго          |                   |                   | Цветана           | Цветана           | Цветана           | Цветана           | Цветана        | Цветана        |                |                | Найден | Найден | Найден           | Найден           | Найден           | Найден           |                  |                  | ?                | ?                | ? | ? | ?                    | ?                    |                      |                      | Атанас               | Атанас               | Атанас | Атанас | Атанас                | Атанас                |                       |                       | ?                     | ?                     | ? | ? | ?      | ?      |        |        |        |        |  |  |  |  |
| Тодор  | Тодор  | Тодор             | Тодор             | Тодор             | Тодор             |                   |                   | Вуна            | Вуна            | Вуна             | Вуна             | Вуна             | Вуна             |                  |                  | Герго           | Герго           | Герго           | Герго           | Герго          | Герго          |                   |                   | Цветана           | Цветана           | Цветана           | Цветана           | Цветана        | Цветана        |                |                | Найден | Найден | Найден           | Найден           | Найден           | Найден           |                  |                  | ?                | ?                | ? | ? | ?                    | ?                    |                      |                      | Атанас               | Атанас               | Атанас | Атанас | Атанас                | Атанас                |                       |                       | ?                     | ?                     | ? | ? | ?      | ?      |        |        |        |        |  |  |  |  |
|        |        |                   |                   |                   |                   |                   |                   |                 |                 |                  |                  |                  |                  |                  |                  |                 |                 |                 |                 |                |                |                   |                   |                   |                   |                   |                   |                |                |                |                |        |        |                  |                  |                  |                  |                  |                  |                  |                  |   |   |                      |                      |                      |                      |                      |                      |        |        |                       |                       |                       |                       |                       |                       |   |   |        |        |        |        |        |        |  |  |  |  |
|        |        |                   |                   | Христо Живков     | Христо Живков     | Христо Живков     | Христо Живков     | Христо Живков   | Христо Живков   |                  |                  |                  |                  |                  |                  |                 |                 |                 |                 | Маруца Гергова | Маруца Гергова | Маруца Гергова    | Маруца Гергова    | Маруца Гергова    | Маруца Гергова    |                   |                   |                |                |                |                |        |        |                  |                  | Христо Малеев    | Христо Малеев    | Христо Малеев    | Христо Малеев    | Христо Малеев    | Христо Малеев    |   |   |                      |                      |                      |                      |                      |                      |        |        | Неделя Алтънкова      | Неделя Алтънкова      | Неделя Алтънкова      | Неделя Алтънкова      | Неделя Алтънкова      | Неделя Алтънкова      |   |   |        |        |        |        |        |        |  |  |  |  |
|        |        |                   |                   | Христо Живков     | Христо Живков     | Христо Живков     | Христо Живков     | Христо Живков   | Христо Живков   |                  |                  |                  |                  |                  |                  |                 |                 |                 |                 | Маруца Гергова | Маруца Гергова | Маруца Гергова    | Маруца Гергова    | Маруца Гергова    | Маруца Гергова    |                   |                   |                |                |                |                |        |        |                  |                  | Христо Малеев    | Христо Малеев    | Христо Малеев    | Христо Малеев    | Христо Малеев    | Христо Малеев    |   |   |                      |                      |                      |                      |                      |                      |        |        | Неделя Алтънкова      | Неделя Алтънкова      | Неделя Алтънкова      | Неделя Алтънкова      | Неделя Алтънкова      | Неделя Алтънкова      |   |   |        |        |        |        |        |        |  |  |  |  |
|        |        |                   |                   |                   |                   |                   |                   |                 |                 |                  |                  |                  |                  |                  |                  |                 |                 |                 |                 |                |                |                   |                   |                   |                   |                   |                   |                |                |                |                |        |        |                  |                  |                  |                  |                  |                  |                  |                  |   |   |                      |                      |                      |                      |                      |                      |        |        |                       |                       |                       |                       |                       |                       |   |   |        |        |        |        |        |        |  |  |  |  |
|        |        |                   |                   |                   |                   |                   |                   |                 |                 |                  |                  |                  |                  |                  |                  |                 |                 |                 |                 |                |                |                   |                   |                   |                   |                   |                   |                |                |                |                |        |        |                  |                  |                  |                  |                  |                  |                  |                  |   |   |                      |                      |                      |                      |                      |                      |        |        |                       |                       |                       |                       |                       |                       |   |   |        |        |        |        |        |        |  |  |  |  |
| Георги | Георги | Георги            | Георги            | Георги            | Георги            |                   |                   | Цветана         | Цветана         | Цветана          | Цветана          | Цветана          | Цветана          |                  |                  | Тодор Живков    | Тодор Живков    | Тодор Живков    | Тодор Живков    | Тодор Живков   | Тодор Живков   |                   |                   |                   |                   |                   |                   |                |                |                |                |        |        |                  |                  |                  |                  |                  |                  |                  |                  |   |   | Мара Малеева-Живкова | Мара Малеева-Живкова | Мара Малеева-Живкова | Мара Малеева-Живкова | Мара Малеева-Живкова | Мара Малеева-Живкова |        |        | Найден                | Найден                | Найден                | Найден                | Найден                | Найден                |   |   | Атанас | Атанас | Атанас | Атанас | Атанас | Атанас |  |  |  |  |
| Георги | Георги | Георги            | Георги            | Георги            | Георги            |                   |                   | Цветана         | Цветана         | Цветана          | Цветана          | Цветана          | Цветана          |                  |                  | Тодор Живков    | Тодор Живков    | Тодор Живков    | Тодор Живков    | Тодор Живков   | Тодор Живков   |                   |                   |                   |                   |                   |                   |                |                |                |                |        |        |                  |                  |                  |                  |                  |                  |                  |                  |   |   | Мара Малеева-Живкова | Мара Малеева-Живкова | Мара Малеева-Живкова | Мара Малеева-Живкова | Мара Малеева-Живкова | Мара Малеева-Живкова |        |        | Найден                | Найден                | Найден                | Найден                | Найден                | Найден                |   |   | Атанас | Атанас | Атанас | Атанас | Атанас | Атанас |  |  |  |  |
|        |        |                   |                   |                   |                   |                   |                   |                 |                 |                  |                  |                  |                  |                  |                  |                 |                 |                 |                 |                |                |                   |                   |                   |                   |                   |                   |                |                |                |                |        |        |                  |                  |                  |                  |                  |                  |                  |                  |   |   |                      |                      |                      |                      |                      |                      |        |        |                       |                       |                       |                       |                       |                       |   |   |        |        |        |        |        |        |  |  |  |  |
|        |        |                   |                   |                   |                   |                   |                   |                 |                 |                  |                  |                  |                  |                  |                  |                 |                 |                 |                 |                |                |                   |                   |                   |                   |                   |                   |                |                |                |                |        |        |                  |                  |                  |                  |                  |                  |                  |                  |   |   |                      |                      |                      |                      |                      |                      |        |        |                       |                       |                       |                       |                       |                       |   |   |        |        |        |        |        |        |  |  |  |  |
|        |        |                   |                   |                   |                   | Любомир Стойчев   | Любомир Стойчев   | Любомир Стойчев | Любомир Стойчев | Любомир Стойчев  | Любомир Стойчев  |                  |                  | Людмила Живкова  | Людмила Живкова  | Людмила Живкова | Людмила Живкова | Людмила Живкова | Людмила Живкова |                |                | Иван Славков      | Иван Славков      | Иван Славков      | Иван Славков      | Иван Славков      | Иван Славков      |                |                |                |                |        |        |                  |                  | Маруся Мирчевска | Маруся Мирчевска | Маруся Мирчевска | Маруся Мирчевска | Маруся Мирчевска | Маруся Мирчевска |   |   | Владимир Живков      | Владимир Живков      | Владимир Живков      | Владимир Живков      | Владимир Живков      | Владимир Живков      |        |        | Валентина Станимирова | Валентина Станимирова | Валентина Станимирова | Валентина Станимирова | Валентина Станимирова | Валентина Станимирова |   |   | Вяра   | Вяра   | Вяра   | Вяра   | Вяра   | Вяра   |  |  |  |  |
|        |        |                   |                   |                   |                   | Любомир Стойчев   | Любомир Стойчев   | Любомир Стойчев | Любомир Стойчев | Любомир Стойчев  | Любомир Стойчев  |                  |                  | Людмила Живкова  | Людмила Живкова  | Людмила Живкова | Людмила Живкова | Людмила Живкова | Людмила Живкова |                |                | Иван Славков      | Иван Славков      | Иван Славков      | Иван Славков      | Иван Славков      | Иван Славков      |                |                |                |                |        |        |                  |                  | Маруся Мирчевска | Маруся Мирчевска | Маруся Мирчевска | Маруся Мирчевска | Маруся Мирчевска | Маруся Мирчевска |   |   | Владимир Живков      | Владимир Живков      | Владимир Живков      | Владимир Живков      | Владимир Живков      | Владимир Живков      |        |        | Валентина Станимирова | Валентина Станимирова | Валентина Станимирова | Валентина Станимирова | Валентина Станимирова | Валентина Станимирова |   |   | Вяра   | Вяра   | Вяра   | Вяра   | Вяра   | Вяра   |  |  |  |  |
|        |        |                   |                   |                   |                   |                   |                   |                 |                 |                  |                  |                  |                  |                  |                  |                 |                 |                 |                 |                |                |                   |                   |                   |                   |                   |                   |                |                |                |                |        |        |                  |                  |                  |                  |                  |                  |                  |                  |   |   |                      |                      |                      |                      |                      |                      |        |        |                       |                       |                       |                       |                       |                       |   |   |        |        |        |        |        |        |  |  |  |  |
|        |        | Андрей Стефанов   | Андрей Стефанов   | Андрей Стефанов   | Андрей Стефанов   | Андрей Стефанов   | Андрей Стефанов   |                 |                 | Евгения Живкова  | Евгения Живкова  | Евгения Живкова  | Евгения Живкова  | Евгения Живкова  | Евгения Живкова  |                 |                 | Тодор Славков   | Тодор Славков   | Тодор Славков  | Тодор Славков  | Тодор Славков     | Тодор Славков     |                   |                   | Силвия Пантева    | Силвия Пантева    | Силвия Пантева | Силвия Пантева | Силвия Пантева | Силвия Пантева |        |        | Елизабет Живкова | Елизабет Живкова | Елизабет Живкова | Елизабет Живкова | Елизабет Живкова | Елизабет Живкова |                  |                  |   |   |                      |                      | Дора                 | Дора                 | Дора                 | Дора                 | Дора   | Дора   |                       |                       |                       |                       |                       |                       |   |   |        |        |        |        |        |        |  |  |  |  |
|        |        | Андрей Стефанов   | Андрей Стефанов   | Андрей Стефанов   | Андрей Стефанов   | Андрей Стефанов   | Андрей Стефанов   |                 |                 | Евгения Живкова  | Евгения Живкова  | Евгения Живкова  | Евгения Живкова  | Евгения Живкова  | Евгения Живкова  |                 |                 | Тодор Славков   | Тодор Славков   | Тодор Славков  | Тодор Славков  | Тодор Славков     | Тодор Славков     |                   |                   | Силвия Пантева    | Силвия Пантева    | Силвия Пантева | Силвия Пантева | Силвия Пантева | Силвия Пантева |        |        | Елизабет Живкова | Елизабет Живкова | Елизабет Живкова | Елизабет Живкова | Елизабет Живкова | Елизабет Живкова |                  |                  |   |   |                      |                      | Дора                 | Дора                 | Дора                 | Дора                 | Дора   | Дора   |                       |                       |                       |                       |                       |                       |   |   |        |        |        |        |        |        |  |  |  |  |
|        |        |                   |                   |                   |                   |                   |                   |                 |                 |                  |                  |                  |                  |                  |                  |                 |                 |                 |                 |                |                |                   |                   |                   |                   |                   |                   |                |                |                |                |        |        |                  |                  |                  |                  |                  |                  |                  |                  |   |   |                      |                      |                      |                      |                      |                      |        |        |                       |                       |                       |                       |                       |                       |   |   |        |        |        |        |        |        |  |  |  |  |
|        |        |                   |                   |                   |                   |                   |                   |                 |                 |                  |                  |                  |                  |                  |                  |                 |                 |                 |                 |                |                |                   |                   |                   |                   |                   |                   |                |                |                |                |        |        |                  |                  |                  |                  |                  |                  |                  |                  |   |   |                      |                      |                      |                      |                      |                      |        |        |                       |                       |                       |                       |                       |                       |   |   |        |        |        |        |        |        |  |  |  |  |
|        |        | Людмила Стефанова | Людмила Стефанова | Людмила Стефанова | Людмила Стефанова | Людмила Стефанова | Людмила Стефанова |                 |                 | Андреа Стефанова | Андреа Стефанова | Андреа Стефанова | Андреа Стефанова | Андреа Стефанова | Андреа Стефанова |                 |                 |                 |                 |                |                | Катерина Славкова | Катерина Славкова | Катерина Славкова | Катерина Славкова | Катерина Славкова | Катерина Славкова |                |                |                |                |        |        |                  |                  |                  |                  |                  |                  |                  |                  |   |   |                      |                      |                      |                      |                      |                      |        |        |                       |                       |                       |                       |                       |                       |   |   |        |        |        |        |        |        |  |  |  |  |

## Отличия
- 1977 г. – удостоена е със званието „Заслужил деятел на културата“[29]
- Ирански орден „Плеад“ (21 ноември 1971),
- Австрийски голям златен почетен знак на лента „За заслуги към Република Австрия“ (23 декември 1976),
- Мексикански орден „Ацтекски орел“ с лента първа степен (25 май 1978),
- Голям кавалерски кръст за заслуги пред Италианската република (28 март 1980),
- Международната награда за мир и сътрудничество „Златният Меркурий“ (посмъртно, 29 септември 1981).
- „Доктор хонорис кауза“ на университета „Токай“ в Япония (1 март 1979).
- Димитровска награда за мир, демокрация и социален прогрес (юни 1982 г., посмъртно),
- Орден „13 века България“ (1984 г., посмъртно).

## Оценки
Оценките за нея като политик варират извънредно много. Демократичните реформи носят първо остро отрицание на цялото семейство Живкови.
В книгата си „Културният фронт“ историкът Иван Еленков развива тезата, че претенцията за отваряне на България благодарение на Людмила Живкова е несполучлив опит на комунистическата диктатура да си върне обратно загубената културна легитимност пред обществото. Друга често споменавана критика е, че докато творците-любимци на комунистическия елит получават държавна подкрепа за работата си, онези, които системата не припознава като представителни, продължават да бъдат репресирани. По времето, когато Живкова ръководи Комитета за изкуство и култура, Държавна сигурност ликвидира в Лондон известния писател Георги Марков.
През октомври 2012 г. в Софийския университет е организирана конференция, посветена на личността и творчеството на Людмила Живкова. Граждански протест осуетява началото на мероприятието. Един час по-късно конференцията, в която участват учени и от Германия и Русия, се провежда, а докладите са издадени през 2013 г. в сборника „Културното отваряне на България към света“ (Университетско издателство „Св. Климент Охридски“).